# エリック・パイカウスキー
エリック・トッド・パイカウスキー（Eric Todd Piatkowski（発音：[ˌpaɪ.ətˈkaʊski]）、1970年9月30日 - ）は、アメリカ合衆国・オハイオ州ステューベンビル出身の元バスケットボール選手。
NBAのロサンゼルス・クリッパーズなどで活躍した。現在はクリッパーズの小口オーナーを務めている。

## 来歴
ネブラスカ大学で4年間ピュアシューターとして活躍し、1994年のNBAドラフトでは15位でインディアナ・ペイサーズから指名されるも、1994年7月にペイサーズとロサンゼルス・クリッパーズとの間でマーク・ジャクソンを中心とした大型トレードが行われ、パイカウスキーはペイサーズでデビューする間もなくクリッパーズに移籍。以後長く低迷に苦しむクリッパーズの中心選手として活躍し、2001-02シーズンには3ポイントシュート成功率リーグ3位の46.6%を記録するなど活躍したが、パイカウスキーのクリッパーズ在籍中、プレーオフ出場は1回 (1996年) のみに終わり、プレーオフに出場出来るチームでプレーするために2003年でクリッパーズを離れ、ヒューストン・ロケッツに移籍。その後はシカゴ・ブルズ、フェニックス・サンズと渡り歩き、2008年以降契約するチームが無くなり、引退した。

## その他
- パイカウスキーはロサンゼルス・クリッパーズでの数々のフランチャイズ記録を持っている。主な記録は歴代最多出場試合 (616試合)、最多3ポイントシュート試投数 (1835本) 、最多3ポイントシュート成功数 (738本) 、フリースロー成功率1位 (88%) である。
- パイカウスキーは2006年に母校ネブラスカ大学から永久欠番「52」を授与された[1]。
- 現在はロサンゼルス・クリッパーズの小口オーナーを務めている。